# Mireille Darcová
Mireille Darcová, nepřechýleně Mireille Darc, rodným jménem Mireille Aigroz (15. května 1938 Toulon – 28. srpna 2017 Paříž) byla francouzská divadelní a filmová herečka a režisérka, v letech 1969–1984 životní partnerka herce Alaina Delona. Od roku 2002 byla vdaná za architekta Pascala Despreze.

## Život a kariéra
Po absolutoriu konzervatoře v rodném Toulonu začínala koncem 50. let 20. století v Paříži nejprve jako modelka a manekýnka. Zároveň s tím stihla dále studovat herectví a tanec. Díky zpěváku Gilbertu Bécaudovi, jenž také pocházel z Toulonu, získala své první divadelní angažmá.
U filmu začínala v různých epizodních rolích. Počátkem 60. let 20. století výrazně změnila svůj osobní image, neboť ze sebe udělala plavovlásku, což pro ni poté byla charakteristická barva vlasů.
První hlavní roli dostala v roce 1965 ve snímku Galia režiséra Georgese Lautnera, což ji definitivně zařadilo mezi hvězdy francouzského filmu. Nejprve se etablovala jako výborná komediální herečka, později i jako herečka dramatických a psychologických postav.
Českým filmovým divákům je patrně nejvíce známa z komedií Velký blondýn s černou botou (1972) a Návrat velkého blondýna (1974), kde hrála po boku Pierra Richarda, nebo z filmového dramatu Není kouře bez ohně z roku 1973.
V roce 2006 se stala nositelkou Řádu čestné legie a v roce 2009 získala francouzský Řád za zásluhy. Kromě herectví, filmové režie a modelingu a tance byla také zpěvačka, scenáristka, spisovatelka a fotografka.

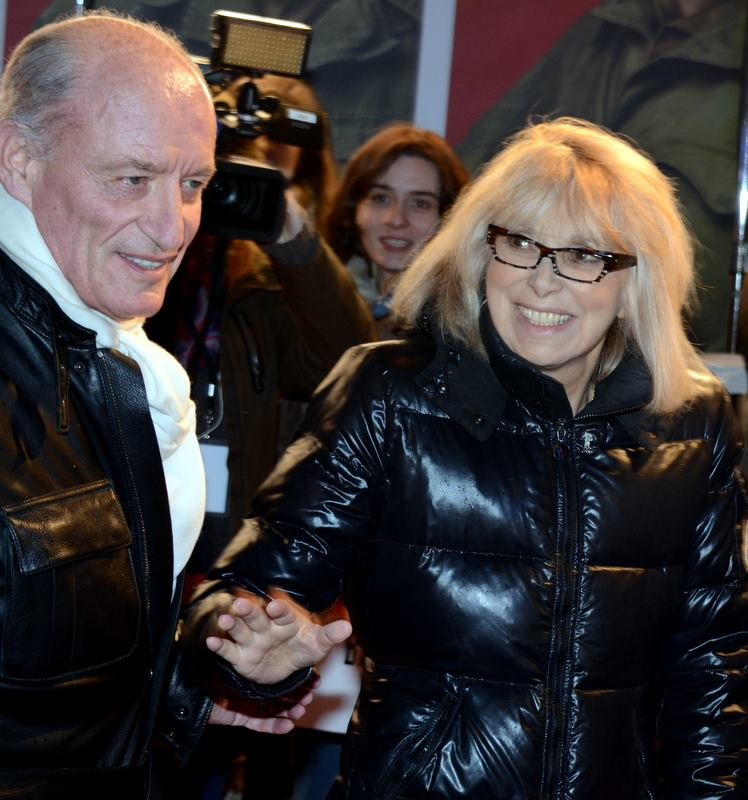
Mireille Darc s manželem v roce 2014

## Filmografie (výběr)
- 1960 : Les Distractions (Les Distractions), režie Jacques Dupont
- 1961 : La Bride sur le cou (La Bride sur le cou), režie Roger Vadim a Jean Aurel
- 1963 : Les Veinards (Les Veinards), víc režisérů
- 1963 : Pouic Pouic (Pouic - Pouic), režie Jean Girault
- 1964 : Des pissenlits par la racine (Des pissenlits par la racine), režie Georges Lautner
- 1964 : Honba na muže (La Chasse à l'homme), režie Edouard Molinaro
- 1964 : Monsieur (Monsieur), režie Jean-Paul Le Chanois
- 1964 : Tajný policista (Les Barbouzes), režie Georges Lautner
- 1965 : Les Bons vivants (Les Bons vivants), režie Gilles Grangier a Georges Lautner
- 1966 : My se nehněváme (Ne nous fâchons pas), režie Georges Lautner
- 1966 : Rvačka v Panamě (Du rififi à Paname), režie Denys de La Patellière
- 1967 : Week End (Week End), režie Jean-Luc Godard
- 1969 : Jeff (Jeff), režie Jean Herman
- 1969 : Madly (Madly), režie Roger Kahane
- 1969 : Na řvoucích strojích do Monte Carla (Monte Carlo or Bust), režie Ken Annakin
- 1970 : Borsalino (Borsalino), režie Jacques Deray
- 1970 : Nepije, nekouří, nedroguje, ale ... povídá! (Elle boit pas, elle fume pas, elle drague pas, mais... elle cause!), režie Michel Audiard
- 1971 : Byl jednou jeden policajt (Il était une fois un flic), režie Georges Lautner
- 1971 : Fantasia chez les ploucs (Fantasia chez les ploucs), režie Gérard Pirès
- 1971 : V rytmu valčíku (Laisse aller, c'est une valse), režie Georges Lautner
- 1972 : Velký blondýn s černou botou (Le Grand blond avec une chaussure noire), režie Yves Robert
- 1973 : Kufr na slunci (La Valise), režie Georges Lautner
- 1973 : Není kouře bez ohně (Il n'y a pas de fumée sans feu), režie André Cayatte
- 1974 : Ledová ňadra (Les Seins de glace), režie Georges Lautner
- 1974 : Návrat velkého blondýna (Le Retour du grand blond), režie Yves Robert
- 1976 : Nebezpečný cestující (Les Passagers), režie Serge Leroy
- 1977 : Smrt darebáka (La Mort d'un pourri), režie Georges Lautner
- 1977 : Uspěchaný muž (L'Homme pressé), režie Edouard Molinaro
- 1981 : Kdo nastaví kůži (Pour la peau d'un flic), režie Alain Delon
- 1987 : Rozmařilý život Gérarda Floqua (La Vie dissolue de Gérard Floque), režie Georges Lautner